# Hydrillodes thomensis
Hydrillodes thomensis är en fjärilsart som beskrevs av Louis Beethoven Prout 1927. Hydrillodes thomensis ingår i släktet Hydrillodes och familjen nattflyn. Inga underarter finns listade i Catalogue of Life.